# Tift Merritt
Tift Merritt, nata Catherine Tift Merritt (Houston, 8 gennaio 1975), è una cantautrice statunitense di genere alternative country/folk originaria della Carolina del Nord.
Per il suo stile è stata paragonata a Joni Mitchell e Emmylou Harris.
Ha pubblicato in totale sei album da studio e due dal vivo.

## Biografia
Nata in Texas ma trasferitasi prestissimo nella Carolina del Nord impara in tenera età i primi rudimenti della musica grazie all'aiuto del padre. Dopo un periodo in cui segue l'indie rock ed il punk dirige i propri ascolti verso un suono più acustico. È l'album Quarter Moon in a Ten Cent Town di Emmylou Harris che segna una svolta nella sua attività da musicista facendola immergere nella realtà locale dell'alternative country.
Suona e canta con i Two Dollar Pistols dove duetta con il leader John Howie. Di questo periodo è anche un EP con la rivisitazione di classici country, Two Dollar Pistols with Tift Merritt.

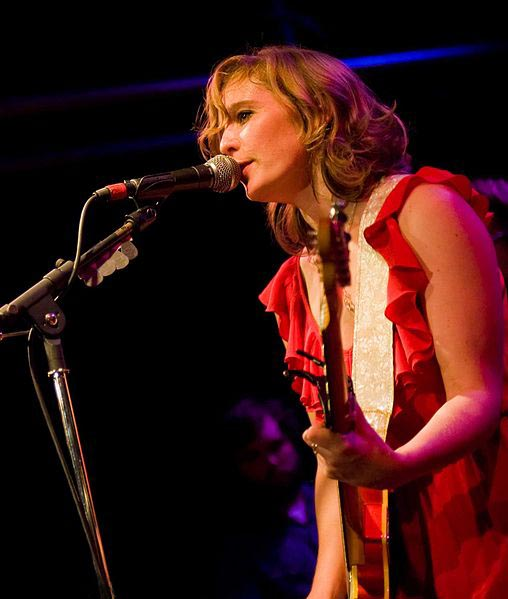
In concerto al Tractor Tavern di Seattle nel 2010

Nel frattempo ha formato un proprio gruppo, The Carbines, che raggiunge una discreta fama nei locali della Carolina del Nord, e con cui pubblica un singolo. Quando il gruppo è in procinto di firmare con la Sugar Hill, la cantante partecipa e vince il Chris Austin Songwriting Contest al Merlefest Music Festival dove viene notata da Ryan Adams che la presenta al proprio manager Frank Callari. Firma per la neonata Lost Highway Records, label distribuita da Universal.
Per le registrazione del primo album si avvale dei vecchi compagni dei Carbines. Nel 2002 esce l'album d'esordio Bramble Rose, prodotto da Ethan Johns dove suona anche chitarra e percussioni, che ottiene apprezzamenti dalla critica per l'originalità del lavoro e dell'intensità dell'interpretazione grazie a brani come l'iniziale Trouble Over Me, la title track e la conclusiva When I Cross Over, viene paragonata a Lucinda Williams, Emmylou Harris e Iris DeMent. Nella title track suona l'harmonium il pianista degli Heartbrakers di Tom Petty, Benmont Tench.
Nel 2004 esce il suo secondo album Tambourine prodotto da George Drakoulias orientato verso un suono più soul e meno country rock.
Per il terzo album, Another Country del 2008, cambia etichetta accasandosi alla Fantasy Records e si trasferisce a Parigi. Del 2009 è il suo primo album live Buckingham Solo, registrato a Londra nel novembre dell'anno precedente. Esce un altro live Home Is Loud, registrato nel 2005.
Nel 2010 esce un nuovo album in studio See You on the Moon che conferma le qualità della cantautrice.
Traveling Alone, del 2012 è stato registrato a New York con l'ausilio di affermati musicisti: Marc Ribot alla chitarra, Rob Burger al piano e all'accordion, John Convertino alla batteria e Eric Heywood dei Son Volt alla pedal steel guitar. Contiene il duetto con Andrew Bird nel brano Drifted Apart.
Nel 2011 ha suonato con il pianista classico Simone Dinnerstein durante una trasmissione radiofonica alla WNYC di New York.

## Discografia

### Album in studio
- 2002 - Bramble Rose (Lost Highway Records)
- 2004 - Tambourine (Lost Highway Records)
- 2008 - Another Country (Fantasy Records)
- 2010 - See You on the Moon (Fantasy Records)
- 2012 - Traveling Alone (Yep Roc)
- 2017 - Stitch of the World

### Album dal vivo
- 2004 - Home Is Loud (Blue Rose Records)
- 2007 - Live From Austin, Tx. (Blue Rose Records)
- 2009 - Buckingham Solo (Fantasy Records)

### EP
- 1999 - Two Dollar Pistols with Tift Merritt con i Two Dollar Pistols

## Videografia
- 2007 - Live From Austin, Tx. (Blue Rose Records)